# يان كول
يان كول (بالإنجليزية: Ian Cole)‏ هو سياسي أسترالي، ولد في 31 أكتوبر 1947. حزبياً، نشط في حزب العمال الأسترالي. وقد انتخب عضو مجلس نواب تسمانيا.